# Thomas Middleton
Pour les articles homonymes, voir Middleton.
Œuvres principales
Women Beware Women (1621)
Thomas Middleton (baptisé le 18 avril 1580 et mort en 1627) est un dramaturge et un poète anglais du règne de Jacques Ier d'Angleterre.

## Biographie
Il est le fils d'un maçon qui s'était élevé au rang de gentilhomme et dont la propriété était attenante au Curtain Theatre de Shoreditch. Dans sa jeunesse, Thomas Middleton fréquente The Queen's College d'Oxford et est admis dans la pratique du droit, bien qu'il n'ait pas été diplômé. Vers 1600, il écrit et publie ses premiers poèmes, mais également des pamphlets sur l'actualité qui suscitent des remous dans la classe politique et font l'objet d'une enquête du Parlement.
Comme dramaturge, Middleton s'essaie à des genres dramatiques multiples, y compris la tragédie, l'histoire et la comédie, mais amorce sa carrière vers 1603 par l'écriture de masques et de divertissements. Ses débuts au théâtre sont marqués par la controverse, car son amitié avec le dramaturge Thomas Dekker le met en conflit avec Ben Jonson et George Chapman dans la guerre des théâtres qui fait alors rage. 1603, année de l'accession au trône de Jacques Ier, est également l'année où Middleton se marie et celle d'une résurgence de la peste bubonique à Londres qui oblige la fermeture temporaire des théâtres. Contrairement à William Shakespeare, Middleton demeure pendant toute sa carrière un agent libre, refusant de s'attacher à un théâtre en particulier, et capable, au gré de ses engagements, d'écrire sur mesure des pièces pour la troupe qui l'a embauché. Il consacre aussi sa plume à d'autres travaux d'écriture, ainsi, en 1620, est-il nommé chroniqueur officiel (City Chronologer) de la ville de Londres, un poste qu'il conserve jusqu'à sa mort et auquel lui succède Ben Jonson.
Les pièces les plus connues de Middleton sont The Changeling (écrite avec William Rowley vers 1622), Women Beware Women, ainsi que la très cynique A Chaste Maid in Cheapside.
Les pièces de Middleton sont caractérisées par leur profond cynisme au sujet de la race humaine, mais aussi très souvent par leur humour. Les véritables héros sont rares chez Middleton : dans son œuvre, presque tous les personnages sont égoïstes, cupides et imbus d'eux-mêmes. Cela est particulièrement vrai dans A Chaste Maid in Cheapside, qui offre une vision panoramique d'une Londres entièrement peuplée d'habitants corrompus et qui n'épargne aucune classe sociale. Dans les tragédies Women Beware Women et La Tragédie du vengeur, des courtisans italiens complotent à n'en plus finir les uns contre les autres, jusqu'à l'apogée du bain de sang final. Lorsque Middleton décrit de véritables honnêtes gens, ces derniers n'ont souvent que de petits rôles et sont parfaits jusqu'à la caricature. Il aurait, selon certains, collaboré à la rédaction de la pièce Timon d'Athènes attribuée à Shakespeare, en effet, le ton cynique de l'œuvre est étrangement middletonien.
On sait de Middleton, grâce à un pamphlet de sa plume, qu'il fut un fervent calviniste, un des credos dominants de l'époque, et qui prône une division rigide de l'humanité entre les damnés et les élus : son œuvre semble refléter cette vision du monde.

## Œuvres

### Théâtre

#### Comédies
- The Phoenix (1603–1604)
- The Honest Whore, Part 1 (1604), en collaboration avec Thomas Dekker
- Michaelmas Term (1604)
- A Trick to Catch the Old One (1605)
- A Mad World, My Masters (1605) (Titre français : Un monde de fous, messieurs !)
- The Puritan (1606), attribution douteuse
- Your Five Gallants (1607)
- The Roaring Girl, comédie sur les aventures de la voleuse à la tire Mary Frith (1611), en collaboration avec Thomas Dekker
- A Chaste Maid in Cheapside (1613)
- Wit at Several Weapons (1613)
- Measure for Measure (1621), adaptation de la pièce de William Shakespeare
- Anything for a Quiet Life (1621), en collaboration avec John Webster

#### Tragédies
- A Yorkshire Tragedy, tragédie en un acte (1605)
- Timon of Athens, tragédie (1605–1606), en collaboration avec William Shakespeare
- The Revenger's Tragedy (1606), œuvre longtemps attribuée à Cyril Tourneur (Titre français : La Tragédie du vengeur)
- The Bloody Banquet (1608–1609), en collaboration avec Thomas Dekker
- The Second Maiden's Tragedy, tragédie (1611)
- The Widow (1615–1616)
- Macbeth (1616), adaptation de la pièce de William Shakespeare
- Hengist, King of Kent, or The Mayor of Quinborough (1620)
- Women Beware Women (1621) (Titres français : Women Beware Women ou Femmes, gare aux femmes ou Femmes, méfiez-vous des femmes)
- The Changeling (1622), en collaboration avec William Rowley (Titres français : La Fausse Épouse ou Les Amants maléfiques)

#### Tragi-comédies
- No Wit, No Help Like a Woman's (1611)
- More Dissemblers Besides Women (1614)
- The Witch (1616)
- A Fair Quarrel (1616), en collaboration avec William Rowley
- The Old Law (1618–1619), en collaboration avec William Rowley (Titre français : La Loi des anciens)
- The Nice Valour (1622), probablement écrite en collaboration avec Francis Beaumont et John Fletcher
- The Spanish Gypsy (1623)

#### Satire politique
- A Game at Chess (titre français Une partie d'échecs) (1624)

#### Masques et divertissements
- The Whole Royal and Magnificent Entertainment Given to King James Through the City of London (1603–4), en collaboration avec Thomas Dekker, Stephen Harrison et Ben Jonson.
- The Manner of his Lordship's Entertainment
- The Triumphs of Truth
- Civitas Amor
- The Triumphs of Honour and Industry (1617)
- The Masque of Heroes, or, The Inner Temple Masque (1619)
- The Triumphs of Love and Antiquity (1619)
- The World Tossed at Tennis (1620), en collaboration avec William Rowley.
- Honourable Entertainments (1620–1621)
- An Invention (1622)
- The Sun in Aries (1621)
- The Triumphs of Honour and Virtue (1622)
- The Triumphs of Integrity with The Triumphs of the Golden Fleece (1623)
- The Triumphs of Health and Prosperity (1626)

### Poésie
- The Wisdom of Solomon Paraphrased (1597)
- Microcynicon: Six Snarling Satires (1599)
- The Ghost of Lucrece (1600)
- Richard Burbage|Burbage, épitaphe (1619)
- Bolles epitaph (1621)
- Duchess of Malfi (1623)
- St James (1623)
- To the King (1624)

### Prose
- The Penniless Parliament of Threadbare Poets (1601)
- News from Gravesend, en collaboration avec Thomas Dekker (1603)
- The Nightingale and the Ant (1604)
- The Meeting of Gallants at an Ordinary (1604), en collaboration avec Thomas Dekker
- Plato's Cap Cast at the Year 1604 (1604)
- The Black Book (1604)
- Sir Robert Sherley his Entertainment in Cracovia (1609) (traduction)
- The Two Gates of Salvation, or The Marriage of the Old and New Testament (1609)
- The Owl's Almanac (1618)
- The Peacemaker (1618)

### Traductions françaises
- La Fausse Épouse (The Changeling), traduit par Paul Morand, Paris, Grasset, 1956
- Les Amants maléfiques (The Changeling), traduit par Georges Arout, Paris, L'Avant-scène, Théâtre no 362, août 1966
- Un monde de fous, messieurs !, édition bilingue de A Mad World, my Masters ! traduit par Chantal Schütz, Paris, Éditions Classiques Garnier. Bilingue, Textes de la Renaissance, no 186, 2013  (ISBN 978-2-8124-0927-1)
- Femmes, méfiez-vous des femmes (Women Beware Women), traduit par Georges Borias, Paris, Les Belles Lettres, Théâtre anglais de la Renaissance no 7, 1995 ; réédition, Paris, Les Belles Lettres, Classiques en poche. Bilingue no 78, 2006  (ISBN 978-2-251-79990-2)
- The Changeling, traduit par Marie-Paule Ramo, Paris, Kargo, édition de l'Éclat, 2003
- Women Beware Women ou Femmes, gare aux femmes, traduit par Marie-Paule Ramo, Paris, Kargo, 2004
- Une partie d'échecs, édition bilingue de A Game at Chess traduit par Antoine Ertlé, Études Epistémè no 5, 2004  (ISSN 1634-0450) A Game at Chess
- La Loi des anciens, édition bilingue de The Old Law par traduit Antoine Ertlé, Études Epistémè no 11, 2007  (ISSN 1634-0450) The Old Law
- La Tragédie du vengeur (The Revenger's Tragedy), dans Théâtre élisabétain, vol. 1, Paris, Gallimard, Bibliothèque de la Pléiade no 555, 2009  (ISBN 978-2-07-011317-0)